# Derrick Campbell
Derrick Campbell (n. 18 februarie 1972, Cambridge⁠(d), Ontario, Canada) este un sportiv ce a reprezentat Canada, medaliat olimpic. A participat la 2 ediții ale Jocurilor Olimpice (1994, 1998) în care a câștigat o medalie de aur.